# Arethusa bulbosa
Arethusa bulbosa – gatunek roślin z monotypowego rodzaju Arethusa z rodziny storczykowatych (Orchidaceae). Rodzaj został nazwany na cześć jednej z najad z mitologii greckiej.
Rośliny osiągają około 40 cm, rosną na terenach podmokłych. Rozwijają jeden liść o długości od 4 do 20 cm, w czasie kwitnienia jest on zredukowany lub go brak. Rośliny wytwarzają na końcu łodygi jeden, rzadko dwa, kwiaty. Kwiaty są koloru szkarłatnego do jasnoróżowego, rzadko białe. Płatki o długości 2–3 cm. Warżka jajowata o długości 2–2,5 cm, biała lub biało-różowa.

## Występowanie
Gatunek występuje w południowo-wschodniej Kanadzie, w zachodniej i centralnej Manitobie, na północnym zachodzie Saskatchewan. W Stanach Zjednoczonych występuje w stanach: Connecticut, Indiana, Maine, Massachusetts, Michigan, New Hampshire, New Jersey, Nowy Jork, Ohio, Pensylwania, Rhode Island, Vermont, Wirginia Zachodnia, Delaware, Maryland, Karolina Północna, Karolina Południowa oraz Wirginia.

## Systematyka
Gatunek z monotypowego rodzaju Arethusa, który klasyfikowany jest do podplemienia Arethusinae w plemieniu Arethuseae, podrodzina storczykowe (Orchidoideae), rodzina storczykowate (Orchidaceae), rząd szparagowce (Asparagales) w obrębie roślin jednoliściennych.

## Zastosowanie
Correll (1978) i Lawler (1984) odnotowali, że Arethusa była używana jako środek na ból zęba. Lawler podał także, że rośliny z tego rodzaju były wykorzystywane poza tym jako środek leczniczy na czyraki, obrzęki i chorobę zwyrodnieniową.